# Katja Bienert
Pour les articles homonymes, voir Bienert.
Katja Bienert est une actrice allemande née le 1er septembre 1966 à Berlin.

## Filmographie

### Cinéma
- 1978 : Les Liens de sang : Une fille avec Mme Lowery
- 1979 : Die Schulmädchen vom Treffpunkt Zoo : Petra
- 1980 : Fabian : Strassennutte
- 1980 : Eugenie (Historia de una perversion) : Eugenie Tanner
- 1980 : Collégiennes expertes (Vergiss beim Sex die Liebe nicht - Der neue Schulemädchenreport 13. Teil) : Irina Anakupoulos
- 1981 : Kenn'ich, Weiss ich, war ich schon! : Blondy
- 1981 : Linda : Linda Norman
- 1982 : El lago de las virgenes : Paula
- 1983 : Les diamants du Kilimanjaro (El tesoro de la diosa blanca) : Diana
- 1984 : Lilian (la virgen pervertida) : Lilian
- 1984 : Panther Squad : Une fille qui mange une glace
- 1998 : Unhappy End : Barbara
- 2000 : Dämonbrut : Maria
- 2001 : Immer Vollmond : Cathyana
- 2002 : Killer Barbys vs. Dracula : Katia
- 2003 : VIP Lounge : Wanda Maria Rose
- 2004 : Herzlutschen : Stewardess
- 2007 : Pure Fear - Nackte Angst : Rachel
- 2013 : Drang nach (Court-métrage) : Mother
- 2013 : Casanova - Die Kunst der Verführung (Court-métrage) : Theresa Cornely
- 2015 : German Angst : Cleo
- 2017 : The Accelerator : The Dead

### Télévision
- 1980 : Inspecteur Derrick (Série TV) : Vera Essling
- 1983 : Geschichten aus der Heimat (Série TV) : Hanna
- 1984 : Tod eines Schaustellers (Téléfilm) : Gerda
- 1987-1988 : Praxis Bülowbogen (Série TV) : Yvonne
- 1991 : Der Hausgeit (Série TV) : Kirsten
- 1991 : Schloss Pompon Rouge (Série TV) : Carmen
- 1992-1993 : Au rythme de la vie (Gute Zeiten, schlechte Zeiten) (Série TV) : Erika Flamme / Gabi Arnold
- 1993 : Glückliche Reise (Série TV) : Une modèle photo
- 1993 : Geschichten aus der Heimat - Beziehungskisten/Teufelsbräute/Der Hundertjährige (Téléfilm) : Hanna
- 1995 : Der Komödienstadel (Série TV) : Kerstin Ularczyk
- 1996 : Der Landarzt (Série TV) : Marion
- 1996 : Alle Zusammen - Jeder für sich (Série TV) : Estelle Tourjours
- 1997 : Alphateam - Die Lebensretter im OP (Série TV) : Tims Verlobte
- 1998 : Police 110 (Série TV) : Une fille qui est molestée dans la rue
- 1999 : Federmann (Téléfilm) : Une femme dans le café